# George (III) van Saksen-Meiningen

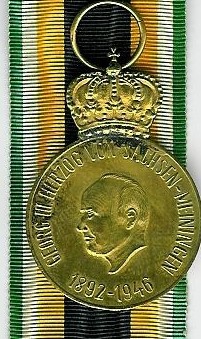
Prins George, op een in 1978 geslagen herdenkingsmedaille

George (III) van Saksen-Meiningen (Kassel, 11 oktober 1892 - Tsjerepovets, 6 januari 1946) was een prins van Saksen-Meiningen en sinds de dood van zijn oom Ernst, het hoofd van datzelfde huis.
Hij was het derde kind en de oudste zoon van Frederik van Saksen-Meiningen en Adelheid van Lippe-Biesterfeld en een neef van de latere Nederlandse prins-gemaal Bernhard. In 1918 kwam er evenwel een einde aan dit hertogdom en de adel in Duitsland werd afgeschaft. George ging nu door het leven met de achternaam Prinz von Sachsen-Meiningen. Prins George studeerde rechten en werkte als rechter in Hildburghausen. In 1933 trad hij toe tot de NSDAP. Hij diende tijdens de Tweede Wereldoorlog als majoor in het Duitse leger. Hij werd aan het einde van de oorlog krijgsgevangengenomen door het Rode Leger en stierf in krijgsgevangenschap in Siberië. De Russen namen ook een groot gedeelte van de uitgebreide kunstverzameling van George in beslag. Pas in 2007 werd een deel van deze geroofde kunst teruggegeven aan Georges dochter Regina.
In 1941 volgde hij zijn oom Ernst op als hoofd van het huis Saksen-Meiningen en nam de titel van hertog aan; als titulair hertog volgde zijn zoon Frederik Alfred hem op, maar deze deed afstand van dat recht toen hij op 26 juni 1950 priester werd waarna zijn oom Bernhard (1901-1984) die laatste als titulair hertog opvolgde.
George was in 1919 getrouwd met Klara-Marie Gräfin von Korff genannt Schmissing-Kerssenbrock (1895-1992). Zij hadden vier kinderen:
- Anton Ulrich (1919-1940), gesneuveld
- Frederik Alfred (1921-1997), trad in in een klooster
- Marie Elisabeth (1922-1923)
- Regina (1925-2010), huwde met Otto van Habsburg-Lotharingen.